# Kairo (jeu vidéo)
Pour les articles homonymes, voir Kairo.
Kairo est un jeu vidéo d'aventure développé par Locked Door Puzzle et édité par Lupus Studios, sorti en 2013 sur Windows, Mac, Linux, iOS et Android.

## Accueil
- Adventure Gamers : 4/5[1]
- Canard PC : 8/10[2]
- Eurogamer : 8/10[3]
- Pocket Gamer : 4/10[4]
- TouchArcade : 4,5/5[5]